# Лукашин, Пётр Тимофеевич
Петр Тимофеевич Лукашин (род. 13 января 1906, село Горбуля Киевской губернии, теперь Черняховского района Житомирской области — 9 декабря 1981) — советский военно-политический деятель, депутат Верховного Совета СССР 5-6-го созывов, депутат Верховного Совета РСФСР 4-го созыва. Член ЦК КПУ в 1960—1966 г.

## Биография
Родился в семье рабочего. До 1928 года работал слесарем, кочегаром, помощником машиниста депо железнодорожной станции Белев Тульской губернии.
В 1928 году вступил в ВКП(б).
С сентября 1928 г. — на службе в Красной Армии. Окончил годичные курсы политработников, находился на комсомольской и партийно-политической работе в армии.
В 1933—1935 г. — военком строительного батальона Отдельной Краснознаменной Дальневосточной армии. С 1935 г. — на учёбе в Военно-политической академии имени Ленина.
После окончания обучения работает военкомом Укрепленного района Отдельной Краснознаменной Дальневосточной армии. В 1941 году — начальник Политического управления Отдельной Краснознаменной Дальневосточной армии.
В августе 1941 — августе 1945 г. — начальник Политического управления Дальневосточного фронта. В августе — сентябре 1945 г. — начальник Политического управления 2-го Дальневосточного фронта.
В 1946—1950 г. — начальник Политического управления Военно-Воздушных Сил Советской Армии. В 1950—1951 г. — учился на курсах переподготовки политических работников Советской Армии.
В 1951—1953 г. — начальник Политического управления Белорусского военного округа.
В 1953—1956 г. — начальник Политического управления Группы советских войск в Германской Демократической Республике.
В мае 1956 — марте 1965 г. — член Военного Совета и начальник Политического управления Прикарпатского военного округа.
В 1965—1975 г. — 1-й заместитель начальника Главного управления кадров Министерства обороны СССР. С 1975 г. — в отставке.

## Звание
- генерал-майор (6.12.1942)
- генерал-лейтенант (8.09.1945)
- генерал-полковник (7.05.1960)

## Награды
- три ордена Ленина (8.09.1945;)
- орден Отечественной войны 1-й ст. (22.02.1944)
- орден Красного знамени
- орден Богдана Хмельницкого 2-й ст.
- орден Красной Звезды
- четыре медали